# Bernadette Klösch
Bernadette Klösch (* 26. April 1969) ist eine österreichische Diplomatin und Botschafterin für Lettland.

## Leben und Ausbildung
Bernadette Klösch wurde in Wolfsberg in Kärnten geboren und studierte von 1988 bis 1995 an der Karl-Franzens-Universität Graz Übersetzungswissenschaften, Englisch und Spanisch. Anschließend absolvierte sie von 1995 bis 1997 den 32. Diplomlehrgang an der Diplomatischen Akademie Wien.
Klösch ist mit dem polnischen EU-Beamten Jarosław Timofiejuk verheiratet und hat zwei Kinder.

## Diplomatische Laufbahn
Bereits während ihres Studiums in Graz war Klösch an der Diplomatie interessiert arbeitete während des Verfassens ihrer Diplomarbeit für ein Jahr beim Grazer Unternehmer und langjährigen britischen Honorarkonsul Kurt David Brühl (O.B.E). Sie trat nach Studienabschluss im Jahr 1997 in den höheren auswärtigen Dienst im österreichischen Außenministerium ein, zuerst als Referentin in der Amerikaabteilung (1997–1999), anschließend als Austauschdiplomatin im US State Department als Referentin für Portugal, Malta und Vatikan (1999–2000), danach als Referentin in der OSZE-Abteilung während der österreichischen OSZE-Präsidentschaft (2000–2001).
Im Jahr 2001 wechselte sie nach Brüssel und war dort bis 2010 u. a. erste Botschaftssekretärin bzw. Botschaftsrätin an der Ständigen Vertretung Österreichs bei der EU und zuständig für die Ratsarbeitsgruppe EU-Erweiterung (2001–2006), während der österreichischen EU-Ratspräsidentschaft 2006 übernahm sie dazu den Vorsitz in der Ratsarbeitsgruppe. Von 2006 bis 2010 war sie Botschaftsrätin und stellvertretende Leiterin der Österreichischen Vertretung bei der NATO.
Nach drei Jahren in Wien als Referatsleiterin für Europäische Sicherheitspolitik kehrte Klösch von 2013 bis 2017 als stellvertretende Leiterin der Österreichischen Botschaft zum Königreich Belgien in Brüssel zurück und war von 2014 bis 2015 auch Geschäftsträgerin der Österreichischen Botschaft in Brüssel und der Österreichischen Vertretung bei der NATO.
Von 2017 bis 2021 war sie stellvertretende Leiterin der Österreichischen Botschaft in Rom.
Von Jänner bis August 2021 wechselte Kölsch als Referatsleiterin für den Westbalkan und externe EU-Politiken und stellvertretende Leiterin der Abteilung für EU-Koordination ins Bundeskanzleramt, um von September bis Dezember 2021 als Referentin für EU-Angelegenheiten im Kabinett des Außenministers Michael Linhart zu wirken.
Seit Dezember 2021 ist Klösch stellvertretende Leiterin und Referentin in der Abteilung Südtirol und Südeuropa. Zusätzlich wurde sie im März 2023 als außerordentliche und bevollmächtigte Botschafterin für die Republik Lettland mit Sitz in Wien ernannt.